# Maher Zain
Maher Zain (arabă ماهر زين; născut pe 16 iulie 1981, în Tripoli, Liban) este un cântăreț suedez de muzică R & B , compozitor și producător de muzică islamică. Albumul de debut (2009) s-a intitulat Thank you Allah (Mulțumesc lui Allah) și a avut un succes pe plan internațional. Următorul album a fost lansat pe 2 aprilie 2012. 

## Carieră

### Începuturi
Familie sa a emigrat în Suedia, atunci când el avea opt ani. Acesta și-a terminat studiile în Suedia, reușind să obțină diplomă în industria aeronautică. După terminarea universității, a intrat în industria muzicală din Suedia sub tutela producătorului suedez marocan RedOne. Colaorarea a început încă din anul 2005. Când RedOne se mută la New York în 2006, Maher Zain, l-a urmat la scurt timp,   continându-și  cariera în industria muzicală din Statele Unite ale Americii. Este producător pentru artiști,  cum ar fi Kat DeLuna. 
La întoarcerea acasă în Suedia,  devinit din ce în ce mai  angajat în credința  islamică și a decis să își schimbe cariera cu cea de producător de muzică cu influențe  musulmane. 

### Progres
În ianuarie 2009, Maher Zain incepe să lucreze la un album cu Awakening Records. Albumul de debut s-a numit  ”Thank you Allah” (Multumesc lui Allah) și a fost lansat pe  1 noiembrie 2009. A fost alcătuit din 13 piese plus două bonusuri. Versurile celor două melodii au fost în franceză și lansate la scurt timp după aceea. 
Maher Zain și Awakening Records  s-au folosit cu succes de noile canale  media, cum ar fi Facebook, YouTube  și iTunes pentru a promova piesele de pe album.   La începutul anului 2010, muzica lui s-a bucurat de un mare succes în țările musulmane, precum și în rândul tinerilor musulmani  din țările occidentale. Acest lucru s-a datorat numărului mare de texte în limba arabă pe care a reușit să le strângă din mediul on-line. Până la sfârșitul anului 2010, el a fost cea mai celebră persoană căutată pe Google în Malaezia. Malaezia și Indonezia au fost țările în care a avut cel mai mare succes comercial. Albumul ”Thank you Allah” a fost certificat cu multiple premii de platină, Warner Music Malaezia și Sony Music Indonezia. A devenit cel mai bine vândut album al anului 2010, în Malaezia.
Zain cântă în principal în limba engleză, dar a lansat o parte din cântecele sale cele mai populare și în alte limbi. Piesa "Insha Allah" este  acum disponibilă în limbile engleză, franceză, arabă, versiuni turcice și indoneziene. Un alt cântec, "Allahi Allah Kiya Karo" (A spune în mod continuu Allah) se cântă în urdu și este realizată în colaborare cu Irfan Makki ,  cântărețul canadian născut în Pakistan.

## Colaborări, apariții și premii
În luna ianuarie 2010 , Maher Zain a câștigat premiul pentru cel mai bun cântec religios cu melodia " Ya Nabi Salam Alayka " pe Nujoom FM, un important post de muzică de masă din Orientul Mijlociu. A reușit să depășească mulți  alți cântăreți importanți, inclusiv pe Hussein Al - Jismi , Mohammed Mounir și Sami Yusuf.
În martie 2011, Maher Zain a lansat "Freedom", un cântec inspirat de evenimentele și acțiunile persoanelor care iau parte la Primăvara arabă.
Maher Zain a fost ales ”Steaua musulmană” a anului 2011, într- un concurs organizat de Onislam.net. În luna iulie a din același an, a apărut pe coperta revistei  ”Emel”, revista de lifestyle musulman din Marea Britanie.
Zain a colaborat cu Irfan Makki pentru piesa "I Believe ".
Maher Zain a apărut în episodul 40 dintr-un seriat de dramă TV din Indonezia, intitulat Insya - Allah. Spectacolul a fost difuzat pe Malaysian canal TV prin satelit, Astro Oasis și Mustika HD, începând cu 17 iulie 2012, concomitent cu difuzarea emisiunii pe SCTV din Indonezia.
În 2013, el a luat parte la proiectul ”Colors of Peace”, având melodii bazate pe lucrările lui Fethullah Gülen. Acestea sunt incluse pe albumul Rise Up în care Maher Zain interpretează  piesa ”This Worldly Life (Această viață lumească). 

## Discografie

### Albume
| An   | Detalii album                                                                      | Certificări                                                              |
| ---- | ---------------------------------------------------------------------------------- | ------------------------------------------------------------------------ |
| 2009 | Thank You Allah - Lansat: 1 noiembrie 2009 - Label: Awakening Records - Format: CD | - 8x Platinum, Warner Music Malaysia - 2x Platinum, Sony Music Indonesia |
| 2012 | Forgive Me - Lansat: 2 aprilie 2012 - Label: Awakening Records - Format: CD        |                                                                          |

## Videografie
- 2009: "Palestine Will Be Free"
- 2010: "Thank You Allah (Alhamdulillah)"
- 2010: "Insha Allah"
- 2010: "Allahi Allah Kiya Karo (Live)"
- 2010: "The Chosen One"
- 2011: "Freedom"
- 2011: "Ya Nabi Salam Alayka"
- 2011: "For the Rest of My Life"
- 2012: "Number One For Me"
- 2012: "Forgive Me"
- 2012: "So Soon"
- 2013: "Love Will Prevail"
- 2013: "Ramadan"
- 2014: "Muhammad (Pbuh)"

Colaborări
- 2011: "I Believe" (Irfan Makki feat. Maher Zain) (in Irfan Makki's album "I Believe")
- 2011: "Never Forget" (Mesut Kurtis feat. Maher Zain) (in Mesut Kurtis' album "Beloved")